# Eremidium erectus
Eremidium erectus is een rechtvleugelig insect uit de familie Lentulidae. De wetenschappelijke naam van deze soort is voor het eerst geldig gepubliceerd in 1956 door Dirsh.